# Callitriche brachycarpa
Callitriche brachycarpa là một loài thực vật có hoa trong họ Mã đề. Loài này được Hegelm. mô tả khoa học đầu tiên năm 1868.